# Jonowie

Jonowie w Helladzie po najeździe Dorów

Jonowie – indoeuropejskie plemię protogreckie, które wraz z Achajami i Eolami około 2 tysiąclecia p.n.e. zasiedliło środkową i południową Grecję, tworząc wraz z autochtonicznymi Pelazgami i przy dominującej roli Achajów kulturę mykeńską. Dialekt joński był najstarszym dialektem greckim. W wyniku najazdu Dorów, Tessalów i Beotów Jonowie zostali zepchnięci na terytorium Attyki, Eubei i Chalkidyki. W X w. p.n.e. zaczęli zasiedlać wybrzeża Azji Mniejszej i wyspy Morza Egejskiego. Jonowie założyli tam dwanaście miast, zwanych dodekapolis, a krainę nazwano od ich nazwy Jonią.